# دونالد وينشتاين
دونالد وينشتاين (بالإنجليزية: Donald Weinstein)‏ هو مؤرخ أمريكي، ولد في 13 مارس 1926 في روتشستر في الولايات المتحدة، وتوفي في 13 ديسمبر 2015 في توسان في الولايات المتحدة.